# 柳旦
柳 旦（りゅう たん、生没年不詳）は、北周から隋にかけての政治家・軍人。字は匡徳。本貫は河東郡解県。柳慶の子。柳機の弟。

## 経歴
北周に仕えて左侍上士を初任とし、兵部下大夫に累進した。580年、益州総管王謙が乱を起こすと、柳旦は行軍長史に任ぜられて、梁睿の下で乱の平定にあたり、功績により儀同三司の位を受けた。581年、隋が建国されると、開府儀同三司の位を受け、新城県男に封ぜられた。羅州刺史・淅州刺史・魯州刺史を歴任し、有能なことで知られた。605年、竜川郡太守に任ぜられた。学校を開設し、山洞で生活していた人々の風俗を漢化させた。608年、召還されて太常少卿となり、判黄門侍郎事をつとめた。在官のまま死去した。享年は61。

## 家庭

### 男子
- 柳燮
- 柳則
- 柳綽
- 柳楷
- 柳濬
- 柳亨

### 女子
- 隋の襄城王楊恪（楊勇の子）の妻

## 伝記資料
- 『隋書』巻47 列伝第12